# Kinder-Erholungsheim der Zion-Loge U.O.B.B.
Das Kinder-Erholungsheim der Zion-Loge U.O.B.B. war eine jüdische Wohltätigkeitseinrichtung auf Norderney, die vorwiegend Kindern aus wirtschaftlich schwächeren Kreisen zugutekommen sollte. Die Einrichtung wurde von der Loge in Hannover verwaltet und hieß deshalb mit vollem Namen Kinder-Erholungsheim U.O.B.B. Zion-Loge XV. No. 360 Hannover.

## Die Hannoveraner Zion-Loge
Der ungewöhnliche Name der Einrichtung erklärt sich aus der Zugehörigkeit zur jüdischen Loge B’nai B’rith (oder auch  Bnai Brith).
Mitglieder der jüdischen Gemeinde Hannover gründeten am 14. März 1886 die U.O.B.B. Zion-Loge XV. No. 360. Die Loge gehörte zum 8. Distrikt der Großloge Berlin des Unabhängigen Ordens B’nai B’rith. Der Logenzweck war, wie in anderen Fällen auch, die Förderung der Wohltätigkeit, der geistigen Fortbildung und der Geselligkeit.
Um das Jahr 1900 herum unterstützte die Zion-Loge Hannover die Gründung des Mädchenhauses in der Israelitischen-Erziehungs-Anstalt zu Ahlem, und während des Ersten Weltkriegs folgten umfangreiche Spenden für die Ausstattung eines Lazarettzugs.

## Die Gründung eines Kinderheims auf Norderney
Um 1900 gab es verschiedene Überlegungen innerhalb der Großloge für Deutschland zur Gründung eines Kinderasyls an der Nordsee, und auch die Zion-Loge in Hannover hatte zur gleichen Zeit schon ein Komitee zur Fürsorge kur- und pflegebedürftiger Kinder gegründet, das auch bereits Kuraufenthalte während der Sommermonate organisiert hatte. Fernziel blieb die Errichtung eines eigenen Seehospizes. Im April 1902 referierte der Logenbruder und Mediziner Leo Catzenstein auf dem Nordwestdeutschen Logentag in Hannover über die „Errichtung einer Kinder-Heilstätte an der Nordsee“. Auf einem Logendelegiertentreffen im Februar 1910 in den Räumen der Hannoveraner Loge referierte der Mediziner Dr. Heinrich Strauss, zugleich auch Präsident der Zion-Loge, abermals über Seehospize und Kinderheilstätten und kam dann auch auf die Pläne der Zion-Loge zu sprechen. Diese beabsichtigte, mittelfristig auf Norderney ein Hospiz mit 50–60 Betten einzurichten, das während der vier Sommermonate betrieben werden sollte. Starten wollte man noch 1910 mit einem angemieteten Haus mit Platz für 20 Kinder. Tatsächlich war es gelungen, auf Norderney eine kleine Villa mit Platz für 25 Kinder in Strandnähe und in enger Nachbarschaft zu dem wohl bekanntesten Seehospiz dieser Zeit, dem Seehospiz Kaiserin Friedrich, zu mieten. Für die ärztliche Betreuung konnte der örtliche Badearzt gewonnen werden. Der Erfolg des ersten Sommers, „der wohlgelungene Versuch […], jüdischen Kindern im eigenen Heime die Segnungen des Aufenthaltes an der Nordsee teilhaftig werden zu lassen“, war so überwältigend, dass die Initiatoren beschlossen, das angemietete Haus, ein benachbartes Grundstück und einen Erweiterungsbau zu kaufen. Am 9. Juli 1911 fand die feierliche Einweihung des Kinder-Erholungsheims U.O.B.B. Zion-Loge XV. No. 360 Hannover statt, das nach dem Willen seiner Initiatoren „nicht nur ein Erholungsheim der Zion-Loge [sein soll], sondern ein Seehospiz des gesamten 8. Distrikts, welches allen Logen des 8. Distrikts zur Unterbringung ihrer Schutzbefohlenen offen stehen soll“.

## Das Kinderheim in den 1920er Jahren
Der baldige Ausbruch des Ersten Weltkriegs führte zu einer Schließung des Heims, das erst am 15. Juni 1919 wieder geöffnet werden konnte. Zwei Jahre später fand eine Funktionserweiterung statt: Das Heim wurde zu einer Ausbildungsstätte für die weibliche Jugend. Zu diesem Zweck wurde eine weitere benachbarte Villa erworben, das dann Ottohaus getaufte Gebäude. Es hatte den Zweck, „schulentlassenen jungen Mädchen eine praktische und theoretische Ausbildung in den Dingen zu geben, die für eine moderne Hausfrau und Mutter nötig sind“. 10 Mädchen im Alter von 16 bis 19 Jahren wurden 1921 aufgenommen, bevorzugt Töchter von Logenbrüdern, und erhielten eine Ausbildung „1. in der pflegerischen und erziehrischen Arbeit mit Kindern, 2. im Haushalt, 3. im Kochen und in der Mitarbeit in der großen Küche. Neben Handfertigkeitsunterricht erhielten die Mädchen noch theoretische Unterweisung in verschiedensten Fächern.“
Bereits 1920 hatte Gertrud Feiertag die Leitung der Einrichtung übernommen, die in den Folgejahren hier neben ihrer Leitungsfunktion auch eine art duale Weiterbildung für sich betrieb.
Im Jahr 1924 wurde auch der Winterbetrieb eingeführt, wozu zunächst eine Zentralheizung eingebaut werden musste. Das Geld hierfür kam von der Zentralwohlfahrtsstelle der Juden in Deutschland, die sich als Gegenleistung das Recht ausbedungen hatte, in den Wintermonaten 12 junge Mädchen im Ottohaus als Nachwuchskräfte für die Fürsorgearbeit in der jüdischen Gemeinde Berlin und andernorts ausbilden zu lassen.
1927 findet eine abermalige Erweiterung des Heimes statt. neue Tages- und Unterkunftsräume kommen hinzu sowie eine Badeanstalt für kalte und warme See- und Süßwasserbäder. Der ganzjährige Betrieb ist von nun an gesichert. Das Kinderheim wirbt mit einer rituellen Küche, seinen Bädern, einer künstlichen Höhensonne und Unterricht durch eine staatlich geprüfte Lehrerin, wodurch sichergestellt ist, dass den Kindern durch den Kuraufenthalt kein schulischen Nachteile entstehen. Das Kinderheim entwickelte sich zu einer wichtigen Ausbildungsstätte für Kindergärtnerinnen und Jugendleiterinnen. Es kooperierte hierbei mit namhaften Ausbildungsstätten in Berlin. Dazu zählten:
- Pestalozzi-Fröbel-Haus
- Verein Jugendheim Charlottenburg
- Soziale Frauenschule Berlin
- Deutsche Akademie für soziale und pädagogische Frauenarbeit

Viele Absolventinnen dieser Einrichtungen kehrten nach dem Ende ihrer Ausbildung wieder in das Kinder-Erholungsheim der Zion-Loge, um dort Kindergärtnerinnen, Hortnerinnen oder Jugendleiterinnen zu arbeiten. Mitte bis Ende der 1920er Jahre hatten jährlich etwa 450 Kinder Gelegenheit, eine in der Regel vier- bis sechswöchige Kur im Kinderheim zu verbringen. Eine große Anzahl von ihnen kam aus minderbemittelten Familien und verbrachte den Aufenthalt auf Freistellen oder zu stark ermäßigten Kosten.

## Die 1930er Jahre
Mit dem 1. Februar 1931 endete das Vertragsverhältnis zwischen Gertrude Feiertag und dem Kinder-Erholungsheim der Zion-Loge U.O.B.B. Sie schied in freundschaftlichem Einvernehmen und erklärte sich bereit, bei Bedarf dem Heim auch weiterhin zu helfen. Wenige Monate später, im April 1931, eröffnete sie ihre eigene Einrichtung in der Nähe von Potsdam, das Jüdische Kinder- und Landschulheim Caputh.
Viele Mitarbeiterinnen in Caputh hatten zuvor im Kinder-Erholungsheim der Zion-Loge U.O.B.B. auf Norderney gearbeitet. Im April 1933 war für die Verantwortlichen der Zion-Loge noch nicht absehbar, wie sich die Situation für das Kinderheim entwickeln würde. Vorsorglich wurden aber schon mal die Arbeitsverhältnisse aufgelöst. Mit geringer Belegung konnte das Heim aber im Juli 1933 noch einmal eröffnet werden. Im August 1933 erfuhr die Zion-Loge davon, dass die Gemeinde Norderney einen Beschluss gefasst hatte, demzufolge Juden in Norderney nicht mehr erwünscht seien. Der Bürgermeister sicherte aber zu, dass die noch im Heim weilenden Kinder nicht mit Belästigungen zu rechnen hätten, weitere jüdische Kurgäste seien aber unerwünscht. Anfang 1934 erklärte die Badeverwaltung Norderney für judenrein. Die Loge sah danach keine Möglichkeit mehr, den Betrieb des Heimes fortzuführen und suchte nach Wegen, den Norderneyer Besitz zu veräußern. Eine ursprüngliche Preisvorstellung von RM 150.000 erwies sich bald als unrealistisch, so dass man schließlich bereit war, auch einen Verkaufspreis von RM 70.000 zu akzeptieren. Doch es kam zu keinem Abschluss, weshalb die Loge beschloss, das Heim für ein Jahr, 1. April 1936 bis 31. März 1937, zu verpachten. Ende 1936 kam eine Einigung mit der Pächterin, der „Deutsche Erholungsheime für Kinder und Jugendliche e.V.“, zustande. Als Verkaufspreis wurden RM 63.000 vereinbart, wovon RM 25.000 sofort als Anzahlung überwiesen wurden. Die verbliebenen RM 38.000 wurden als Restforderung ins Grundbuch eingetragen. In der notariellen Verkaufsurkunde vom 7. April 1937 wird als Einheitswert für das zu veräußernde Grundstück der Betrag von RM 98.900 festgestellt.

## Wiedergutmachung
Seit 1949 betrieb die B’nai B’rith als Rechtsnachfolgerin der Zion-Loge ein Wiedergutmachungsverfahren und verlangte die Rückübertragung der Grundstücke und Gebäude auf Norderney. In das Verfahren stieg 1956 die Jewish Trust Corporation ein und erreichte durch einen Spruch der Wiedergutmachungskammer beim Landgericht Osnabrück, dass die Rechtsnachfolger des Vereins „Deutsche Erholungsheime für Kinder und Jugendliche e.V.“ zur Rückerstattung verpflichtet wurden. Neuer Eigentümer wurde die Jewish Trust Corporation for Germany in London, die das Anwesen im Jahr 1958 an eine katholische Jugendeinrichtung des Bistums Münster veräußerte. Das Haus firmiert heute als Haus Thomas Morus in der Benekestraße auf Norderney.